# Action Man
Action Man – mała (ok. 30-centymetrowa), plastikowa figurka przedstawiająca mocno umięśnionego mężczyznę w stroju żołnierza. Produkcję Action Mana rozpoczęto w 1966 roku w firmie Palitoy w Leicester, w Anglii, na licencji amerykańskiej firmy Hasbro. Figurka podlegała częstym modyfikacjom, wypuszczano serie w różnych rodzajach umundurowania. W roku 1984 zaprzestano produkcji zabawki ze względu na niski popyt, lecz w roku 1993 Action Man triumfalnie powrócił. Co jakiś czas z lekka modyfikuje się jego wygląd – rysy twarzy, budowę, zginanie kończyn itp., a także sprzedaje się mnóstwo akcesoriów – pojazdy, broń, zwierzęta itd.
Action Man doczekał się rzeszy fanów i zapalonych kolekcjonerów. Rzadko spotykane, starsze figurki, osiągają zawrotne ceny.
Obecnie Action Man jest bohaterem kreskówki o tym samym tytule (z którą przede wszystkim jest teraz kojarzony) oraz gier komputerowych.